# Karl Nikitsch
Karl Nikitsch (1885. január 17. – 1927 szeptember 7.) az Osztrák–Magyar Monarchia 6 légi győzelmet elérő ászpilótája az első világháborúban.

## Élete
1885. január 17-én született a csehországi Gross-Czakowitzban (ma Čakovice néven Prága egyik kerülete). Apja a vasút tisztségviselője volt. A középiskola elvégzése után négy félévet tanult a Műszaki Egyetemen, majd jelentkezett a hadapródiskolába. 1909-ben hadnagyként állt szolgálatba a 35. gyalogezrednél. 1910-ben vívásban junior világbajnok lett és áthelyezték a bécsújhelyi Katonai Sporttanár- és Vívómesterképző Intézetbe tanárnak. A világháború kitörésekor jelentkezett a Légjárócsapatoknál, ahol elvégezte a pilótatanfolyamot és 1915 májusában a olasz frontra, a villachi bázissal rendelkező 16. repülőszázadhoz helyezték főpilótának (parancsnokhelyettesnek). Innen júliusban az orosz frontra, a 14. repülőszázadhoz vezényelték, ahol elsősorban felderítői és tüzérségirányítói feladatokat látott el. 1915 novemberében visszavonták a hátországba és a Straßhof melletti felszerelő-kiképző repülőtér parancsnoki teendőit látta el; itt készítették elő a harctérre küldendő, újonnan felállított századokat. Nikitsch eközben is gyakorolta a repülést, ám 1916. július 3-án egy Fokker B.I-essel lezuhant és hosszú időre kórházba került.
1917 januárjában ő szerelte fel a 39. repülőszázadot, amelynek aztán a parancsnokságát is rá bízták. A századot a román frontra, Csíkszereda repterére küldték. Nikitsch az első bevetések tapasztalata alapján javasolta a körzet repülőszázadaiból egy vadászkülönítmény létrehozását a felderítők védelmére. 1917. július 19-én aratta első légi győzelmét: Fitionești közelében Albatros D.III vadászával lelőtt egy ellenséges Farman felderítőt. Július 23-án földre kényszerített egy SPAD vadászgépet, augusztus 9-én pedig egy Nieuportot. Két nappal később, 11-én újabb Nieuportot lőtt ki Ónfalva körzetében, augusztus 30-án pedig megszerezte az ászpilótai titulushoz szükséges ötödik győzelmet, Grozeștinél egy Farman felderítőt semmisített meg. 
1917 szeptemberében a 39. repülőszázadot átirányították az olasz frontra, ahol részt vettek a 12. isonzói csatában (október 24.-november 7.). Nikitsch november 27-én érte el utolsó légi győzelmét, amikor a Monte Grappánál lelőtt egy olasz Savoia-Pomilio felderítőt. 
1918 januárjában ő lett a 63. vadászrepülő-század parancsnoka, ám röviddel ezután lezuhant gépével és nagyon súlyos belső sérüléseket és többszörös végtagtöréseket szenvedett. Felépülése után a bécsújhelyi tanzászlóalj vezetését kapta meg, itt érte a háború vége is. Egy ideig ő volt az újonnan felállított légi rendőrség parancsnoka, de azt a békeszerződés aláírása után, mint félkatonai szervezetet fel kellett számolni. Jogi diplomát szerzett a grazi egyetemen és a pilótakiképzőként is dolgozott. Karl Nikitsch 1927. szeptember 7-én Bécs asperni repülőterén szenvedett halálos repülőbalesetet.

## Kitüntetései
- Vaskoronarend III. osztály a hadidíszítménnyel és kardokkal
- Katonai Érdemkereszt III. osztály hadidíszítménnyel és kardokkal
- Ezüst Katonai Érdemérem hadiszalagon, kardokkal
- Bronz Katonai Érdemérem hadiszalagon, kardokkal
- Károly Csapatkereszt
- Katonai Jubileumi Kereszt
- Vaskereszt I. osztály
- Vaskereszt II. osztály

## Győzelmei
| Sorszám | Dátum              | Egység           | Repülőgép      | Ellenfél        |
| ------- | ------------------ | ---------------- | -------------- | --------------- |
| 1       | 1917 július 19.    | 39. repülőszázad | Albatros D.III | Farman          |
| 2       | 1917 július 23.    | 39. repülőszázad | Albatros D.III | SPAD Scout      |
| 3       | 1917 augusztus 9.  | 55. vadászszázad | KD D.I         | Nierpourt Scout |
| 4       | 1917 augusztus 11. | 39. repülőszázad | KD D.I         | Nierpourt Scout |
| 5       | 1917 augusztus 30. | 39. repülőszázad | KD D.I         | Farman          |
| 6       | 1917 november 27.  | 39. repülőszázad | Albatros D.III | Savoia-Pomilio  |